# Kubisches Mittel
Das zu den Mittelwerten gehörige kubische Mittel {\displaystyle {\bar {x}}_{\mathrm {kubisch} }} von {\displaystyle n} Zahlenwerten {\displaystyle x_{i}} ist definiert als
{\displaystyle {\bar {x}}_{\mathrm {kubisch} }={\sqrt[{3}]{{\frac {1}{n}}\sum _{i=1}^{n}{x_{i}^{3}}}}={\sqrt[{3}]{{x_{1}^{3}+x_{2}^{3}+\cdots +x_{n}^{3}} \over n}}.}
Es liegt der Definition der Schiefe in der Statistik zu Grunde.
Außerdem wird es in der Lebensdauervorhersage von Maschinenteilen eingesetzt, um das auf das Bauteil einwirkende Lastkollektiv in einer Kennzahl zu bewerten. Die DIN EN 61000-4-15:2011-10 leitet die Langzeit-Flickerstärke {\displaystyle P_{\mathrm {lt} }} aus dem kubischen Mittel von 12 aufeinanderfolgenden Kurzzeit-Flickerstärken {\displaystyle P_{\mathrm {st} }} ab (siehe Flicker).
Es lässt sich als Hölder-Mittel mit {\displaystyle p=3} auffassen. 